# 傅大士
傅大士（497年—569年），原名翕，字玄風，自號善慧大士，揚州烏傷（今浙江義烏）人，南北朝梁武帝時人，著名的佛教居士，與達摩、寶誌禪師合稱梁代三大士。《续高僧传》称傅弘，又称善慧大士、鱼行大士、双林大士、东阳大士、乌伤居士。

## 生平
傅大士十六歲時娶妻劉氏，生有二子普建、普成，以漁業為生，隱居於雲黃山，師承不明。他自稱「雙林樹下當來解脫善慧大士」，已得首楞嚴三昧與無漏智，宣揚彌勒信仰，暗示他為彌勒菩薩的化身，後為梁武帝所崇信，有許多神異的事蹟流傳。他創立的彌勒教，開白蓮教先河。
534年十二月，傅大士初到达京師金陵蒋山。闰十二月八日梁武帝在善言殿接见了傅大士。傅大士和梁武帝第一次接触，即谈得很投机。大同六年（540年），向梁武帝建议造双林寺，并得到梁武帝的同意和支持，下诏于双梼树旁设寺。
據說他講解《金剛經》，獨樹一格，後世推崇他是禪宗的先驅人物，有《心王銘》傳世。
傅大士的佛学思想主要收入现存的《傅大士录》中。《傅大士录》凡四卷，是唐代楼颖编录，又称《善慧大士语录》、《善慧大士录》、《大士录》。《宋史》卷205“艺文志”第158页载有《傅大士、宝志金刚经赞》一卷。

## 紀念
《善慧大士錄》記載傅大士曾創設輪藏（立有中柱、共八面，可轉動之經書架），並發願所有登藏人生生世世皆不失人身、發菩提心誠心轉動輪藏者可得誦經功德，故後世常於輪藏前供奉大士與其二子，大士像頭戴道教冠帽、著佛教衣飾、儒教鞋子以體現其會通三教，二子為童子相俗稱「笑佛」。日本亦有類似做法。